# Factura electrónica en España
En España, una factura electrónica es una factura que se expide y se recibe en formato electrónico; su expedición está condicionada al consentimiento de su destinatario. La factura electrónica, por tanto, es una alternativa legal a la factura tradicional en papel.

## Normativa
En España, se aplica de forma general la Directiva 115/2001, si bien esta normativa está adoptada al ordenamiento nacional, principalmente en estas normas:
- Real Decreto 1619/2012, de 30 de noviembre, por el que se aprueba el Reglamento por el que se regulan las obligaciones de facturación
- Orden Ministerial EHA/962/2007, de 10 de abril, por la que se desarrollan determinadas disposiciones sobre facturación telemática y conservación electrónica de facturas, contenidas en el Real Decreto 1496/2003, de 28 de noviembre, por el que se aprueba el reglamento por el que se regulan las obligaciones de facturación. (BOE, 14 de abril de 2007)
- Orden Ministerial PRE/2971/2007, de 5 de octubre, sobre la expedición de facturas por medios electrónicos cuando el destinatario de las mismas sea la Administración General del Estado u organismos públicos vinculados o dependientes de aquella y sobre la presentación ante la Administración General del Estado o sus organismos públicos vinculados o dependientes de facturas expedidas entre particulares. (BOE 15-octubre de 2007)
- Ley 25/2013, de 27 de diciembre, de impulso de la factura electrónica y creación del registro contable de facturas en el sector público
- Orden HAP/1074/2014, de 24 de junio, por la que se regulan las condiciones técnicas y funcionales que debe reunir el Punto General de Entrada de Facturas Electrónicas

Las diputaciones con capacidad normativa propia (Álava, Guipúzcoa, Navarra y Vizcaya) han reproducido esta normativa añadiendo su traducción al idioma vasco.

## Modalidades
La factura electrónica cumple los mismos requisitos de la factura expedida en papel y que se expide y almacena de forma electrónica, de tal manera, que se garantice su autenticidad y su integridad. Para garantizar la autenticidad e integridad existen 3 vías:
1. La firma electrónica reconocida que es aquella basada en un certificado reconocido y generada mediante un dispositivo seguro de creación de firma.
2. La remisión mediante un sistema de intercambio electrónico de datos (EDI).
3. Otro sistema que a juicio del Departamento de Inspección Tributaria de la Agencia Tributaria otorgue autenticidad e integridad, siempre que lo solicite el obligado tributario expedidor de la factura.

De forma general se está aplicando el uso de la firma electrónica reconocida (en formato Xades) como elemento característico de la factura electrónica.

## Facturas en papel y electrónicas
Recientemente se ha publicado la Orden Ministerial EHA/962/2007, donde se definen los elementos necesarios para convertir las facturas recibidas en papel a su equivalente electrónico, siempre que en la operativa de digitalización se emplee un proceso que garantice que el resultado de la digitalización es imagen fiel del documento original en papel, y que el dispositivo de digitalización (scanner) produce la imagen acompañada de una firma electrónica cualificada, tal como se define en la Directiva 1999/93. Al proceso que lo logra se le denomina digitalización certificada.
Además en esa normativa se indica que las facturas electrónicas se pueden transcribir a papel incluyendo en ellas marcas gráficas de autenticación, producidas según la especificación PDF 417, tal como se dispone en la Resolución 2/2003, de 14 de febrero de 2003, de la Dirección General de la Agencia Estatal de Administración Tributaria, sobre determinados aspectos relacionados con la facturación telemática.
Es obligatoria la utilización de factura electrónica para aquellas empresas que facturen a la administración, desde enero de 2014. Legislación en vigencia a través de la Ley de Impulso a la factura electrónica.
Si bien, para las transacciones entre empresas privadas, se da de plazo hasta el 15 de enero de 2015 para su adopción.

### Ley Crea y Crece
El 29 de septiembre de 2022 entró en vigor en España la Ley 18/2022, de 28 de septiembre, de creación y crecimiento de empresas, conocida como Ley Crea y Crece. Esta norma introduce, entre otras medidas para la mejora del tejido empresarial, la obligatoriedad del uso de la factura electrónica en todas las relaciones comerciales entre empresas y autónomos.
El objetivo principal de esta medida es combatir la morosidad comercial, reforzar el control de pagos, fomentar la transparencia en las transacciones B2B y acelerar la digitalización del tejido empresarial, especialmente de las pymes. Esta iniciativa forma parte del Plan de Recuperación, Transformación y Resiliencia y está financiada por los fondos europeos Next Generation EU.
La entrada en vigor de esta obligación será progresiva y estará supeditada a la aprobación y publicación de una orden ministerial que desarrolle reglamentariamente esta medida. A partir de la publicación de dicha orden, los plazos serán los siguientes:
- Las empresas y profesionales con una facturación anual superior a 8 millones de euros dispondrán de un plazo de un año para cumplir con la obligación.
- El resto de empresas y autónomos contarán con un plazo de dos años.[5]

La normativa también establece que las plataformas de facturación electrónica deberán permitir el acceso a las facturas durante un periodo mínimo de cuatro años, y que los sistemas deberán incorporar mecanismos para informar sobre el estado de la factura (como aceptación, rechazo o pago), con el fin de mejorar el seguimiento de los pagos en el ámbito empresarial.